# David Shongo
 (mai 2021).
La mise en forme du texte ne suit pas les recommandations de Wikipédia : il faut le « wikifier ».
Les points d'amélioration suivants sont les cas les plus fréquents :
- Les titres sont pré-formatés par le logiciel. Ils ne sont ni en capitales, ni en gras.
- Le texte ne doit pas être écrit en capitales (les noms de famille non plus), ni en gras, ni en italique, ni en « petit »…
- Le gras n'est utilisé que pour surligner le titre de l'article dans l'introduction, une seule fois.
- L'italique est rarement utilisé : mots en langue étrangère, titres d'œuvres, noms de bateaux, etc.
- Les citations ne sont pas en italique mais en corps de texte normal. Elles sont entourées par des guillemets français : « et ».
- Les listes à puces sont à éviter, des paragraphes rédigés étant largement préférés. Les tableaux sont à réserver à la présentation de données structurées (résultats, etc.).
- Les appels de note de bas de page (petits chiffres en exposant, introduits par l'outil «  Source ») sont à placer entre la fin de phrase et le point final[comme ça].
- Les liens internes (vers d'autres articles de Wikipédia) sont à choisir avec parcimonie. Créez des liens vers des articles approfondissant le sujet. Les termes génériques sans rapport avec le sujet sont à éviter, ainsi que les répétitions de liens vers un même terme.
- Les liens externes sont à placer uniquement dans une section « Liens externes », à la fin de l'article. Ces liens sont à choisir avec parcimonie suivant les règles définies. Si un lien sert de source à l'article, son insertion dans le texte est à faire par les notes de bas de page.
- La présentation des références doit suivre les conventions bibliographiques. Il est recommandé d'utiliser les modèles {{Ouvrage}}, {{Chapitre}}, {{Article}}, {{Lien web}} et/ou {{Bibliographie}}. Le mode d'édition visuel peut mettre en forme automatiquement les références.
- Insérer une infobox (cadre d'informations à droite) n'est pas obligatoire pour parachever la mise en page.

Pour une aide détaillée, merci de consulter Aide:Wikification.
Si vous pensez que ces points ont été résolus, vous pouvez retirer ce bandeau et améliorer la mise en forme d'un autre article.
David Shongo est un compositeur et artiste visuel congolais né à Kangu dans la région de Mayombe (Kongo Central) en République Démocratique du Congo,. En 2023, il est devenu le premier compositeur africain à être invité par la Biennale de Venise Musica. Il a reçu le Grand Prix State of Art(ist) Ars Electronica 2025. Entre 2019 et 2023, il a été artiste chercheur à la Fondation Nationale Suisse pour la Science. Il est fondateur et directeur artistique du Festival Pianos de Kinshasa.

David Shongo_Portrait 2025

## Biographie
Le travail de David Shongo explore l'interaction entre le son et l'image, en mettant l'accent sur les mouvements et l'impact poétique qu'ils génèrent ensemble. Dans sa pratique en tant que compositeur et artiste visuel, l'œuvre de David analyse la formation de la mémoire personnelle et collective dans son pays d'origine, le Congo. Parallèlement, il interroge la notion d'absence, non pas comme un vide, mais comme une stratégie politique de mise au silence. Une grande partie de sa pratique est également influencée par son histoire familiale personnelle, marquée par un père absent qui ne l'a pas reconnu à la naissance. Il a grandi à Boma avec sa mère et sa sœur, où il a commencé à jouer de la percussion durant les prières familiales. Il poursuit ses études universitaires en informatique à Lubumbashi, où il a également appris le piano jazz de manière autodidacte et a accompagné des musiciens locaux reconnus lors de tournées.
Shongo a présenté ses œuvres dans de nombreuses institutions et festivals internationaux. En 2024, il a participé à la 4ᵉ Biennale d’Art de Bangkok (BAB2024 : Nurture Gaia*) avec le projet Suskewiet Visions, réalisé en collaboration avec l’artiste belge Filip Van Dingenen. En 2023 il a présenté le projet “Interviews of Silence” à la Biennale Musica de Venise. Ses films ont été projetés dans divers festivals internationaux. En 2023, ils ont notamment été présentés lors d’Ars Electronica en Autriche, du KIK Festival à Namur, du Festival Vues d’Afrique à Montréal et de DOK Leipzig.
En 2020, son film avait été projeté au Locarno Film Festival. En parallèle, Shongo a été invité en tant que maître conférencier pour disserter sur les thèmes des archives et de la mémoire. Parmi les institutions qui l’ont accueilli figurent l’Université d’Abu Dhabi et le Congrès International pour l’Histoire de l’Art de Zurich. Depuis 2021, Shongo est le fondateur et directeur artistique du Festival Pianos de Kinshasa. Il est également co-fondateur du Studio1960, une structure artistique et de recherche qui explore les intersections entre l’art, la technologie et la communauté.

## Expositions
- 2025 Café Kuba au Festival Ars Electronica
- 2025, Exposition solo "From dead to living Memory" à la Tommy Simoens Gallery à Anvers
- 2024, Bangkok Art Biennal
- 2023, La Biennale de Venise Musica[3], Venise
- 2023, Ars Electronica, Lin[6]z
- 2023, KIKK Festival, Namur[7]
- 2023, Lumene, Dok Leipzig[8]
- 2023, Afrika Film Leuven[9]
- 2023, Exposition Look Closer, Musée Rietberg de Zurich [10]
- 2022, Université New York d'Abou Dabi
- 2022, Biennale de Lubumbashi, RDC[11]
- 2022, European project STARTS, Musé MAXXI, Rome[12]
- 2022, ACUD MACHT NEU, Berlin[13]
- 2022, Piano Day, Leiter Label[14]
- 2022, Université de Zurich, VKKS, Congrès international de l'histoire de l'art de Zurich
- 2022, Haus der Kulturen der Welt (HKW), Berlin[15]
- 2020, Congo in Harlem, New-York[16]
- 2020, Locarno Film Festival, Suisse[17]
- 2020, Kongo Remix, Musée Rietberg de Zurich, Suisse[18]
- 2019, Fiktion Kongo, Musée Rietbergde Zurich, Suisse[18]
- 2019, Biennale de Lubumbashi, RDC[11]

## Distinctions & Prix - Awards
- Grand Prix State of Art(ist) 2025 Ars Electronica[19]

- GOLDEN YAFMA Documentary 2023 Afrika Film Leveun[20]
- Bourse Swiss National Science Foundation (SNSF) 2020 - 2023[21]
- S+T+ARTS E.U Residency 2022[22]

## Édications
- Collège Musica La Biennale Di Venezia
- Hisk 2021 - 2022
- International Workshop on Decolonizing the Colonial Gaze – University of Nottingham - Yolé! Africa
- Graduate in Computer Science – Network Administration Université Protestante de Lubumbashi